# Thuốc kháng cholinergic
Thuốc kháng cholinergic là một chất có tác dụng ức chế chất dẫn truyền thần kinh acetylcholine trong hệ thàn kinh trung ương và hệ thần kinh ngoại biên. Những thuốc này ức chế xung thần kinh của hệ thần kinh phó giao cảm bằng cách ức chế chọn lọc chỗ gắn của chất dẫn truyền thần kinh acetylcholine lên thụ thể của nó trong các tế bào thần kinh. Những sợi thần kinh của sự hệ thống thần kinh phó giao cảm chịu trách nhiệm cho những vận động không chủ ý của cơ trơn có mặt ở đường tiêu hóa, tiết niệu, phổi, và các phần khác nhau của cơ thể. Thuốc kháng cholinergic được chia thành ba loại tương ứng với đích tác dụng cụ thể tại hệ thần kinh trung ương và ngoại vi: thuốc kháng muscarinic, thuốc chẹn hạch, và thuốc ức chế thần kinh cơ.

## Tác dụng không mong muốn
Sử dụng kéo dài thể làm tăng nguy cơ suy giảm cả tâm thần và thể chất. Ảnh hưởng đến nguy cơ tử vong vẫn chưa rõ ràng. Tuy nhiên, ở người già dừng thuốc làm tăng nguy cơ tử vong.
Một số tác dụng không mong muốn của thuốc kháng cholinergic bao gồm:
Mất đồng tác
Mất trí 
Giảm sản xuất chất nhầy ở mũi và cổ họng; gây khô, đau họng
Khô miệng có thể gây sâu răng
Giảm tiết mồ hôi; gây giảm thải nhiệt qua biểu bì tdẫn đến nóng, ửng da hay da đỏ
Tăng nhiệt độ cơ thể
giãn đồng tử; gây nhạy cảm với ánh sáng (sợ ánh sáng)
Mất điều tiết (mất khả năng tập trung, nhìn mờ)
Nhìn đôi
Tăng nhịp tim
Xu hướng dễ dàng giật mình
Bí tiểu
Tiểu không tự chủ trong khi đang ngủ,
Giảm nhu động ruột, đôi khi tắc ruột (giảm vận động qua thần kinh phế vị)
Tăng nhãn áp; nguy hiểm cho những người bị bệnh glocom góc hẹp.